# Otus mentawi
El autillo de Sipora o autillo de las Mentawai (Otus mentawi) es una especie de ave estrigiforme de la familia de los búhos (Strigidae).

## Distribución
Es endémico de las selvas de las islas Mentawai (Indonesia).

## Estado de conservación
Está amenazada por la pérdida de hábitat.